# アレッサンドロ・フェイ
アレッサンドロ・フェイ（Alessandro Fei, 1978年11月29日 - ）は、イタリアの元男子バレーボール選手。サロンノ出身。ポジションはオポジット。元イタリア代表。

## 来歴
イタリアのジュニアチーム・パドヴァから、1995年セリエA・パドヴァへ入団。マチェラータを経て、2001年からシスレー・トレヴィーゾに所属。トレヴィーゾでは4度のリーグ優勝のほか、コッパ・イタリア、欧州チャンピオンズリーグの優勝に貢献した。
1998年、19歳でナショナルチームに代表入りし、同年5月8日、アレッツォで行われたポーランド戦で代表デビューを飾る。イタリア代表として通算236試合に出場し、2000年シドニーオリンピックで銅メダル、2004年アテネオリンピックで銀メダル獲得に貢献した。2008年北京オリンピックにも出場し、3大会連続オリンピック出場を果たした。
ナショナルチーム、クラブチームで長らくミドルブロッカーとして活躍していたが、アテネオリンピック以降、オポジットに転向し、2005年ワールドグランドチャンピオンズカップでベストスパイカー賞を受賞した。
204cmの長身で手足の長い身体を持ち、打ち出しの速い鋭いスパイクが特徴。パーマヘアがトレードマークである。
4大会連続出場となった2012年8月のロンドンオリンピックでは、銅メダルを獲得した。
2020年に現役引退。

## 球歴
ナショナルチーム代表歴
- オリンピック - 2000年（銅メダル）、2004年（銀メダル）、2008年（4位）、2012年（銅メダル）
- 世界選手権 - 1998年（金メダル）、2002年（5位）、2006年（5位）
- ワールドグランドチャンピオンズカップ - 2005年（3位）
- ワールドリーグ - 1999年、2000年（優勝）、2001年、2004年（準優勝）、2003年（3位）
- 欧州選手権 - 2003年、2005年（優勝）、2001年（準優勝）

クラブチーム優勝歴
- セリエA1 - 2003年、2004年、2005年、2007年
- コッパ・イタリア - 2001年、2004年、2005年、2007年
- イタリア・スーパーカップ - 2001年、2003年、2004年
- CEVカップ - 2001年、2003年
- 欧州チャンピオンズリーグ - 2006年

## 所属クラブ
- センプレ・バレー・パドヴァ（1995-1998年）
- ルーベ・マチェラータ（1998-2001年）
- シスレー・トレヴィーゾ（2001-2012年）
- パッラヴォーロ・ピアチェンツァ（2012-2014年）
- ルーベ・トレイア（2014-2016年）
- トップ・バレー・ラティーナ（2016-2017年）
- パッラヴォーロ・ピアチェンツァ（2017-2018年）
- ユーエナジー・バレー（イタリア語版）（2018-2020年）